# Bet- und Andachtskapelle (Laffeld)
Koordinaten: 51° 2′ 22″ N, 6° 3′ 51″ O
Die Bet- und  Andachtskapelle befindet sich im Ortsteil Laffeld der Stadt Heinsberg in Nordrhein-Westfalen.

## Lage
Die Kapelle steht an der Maarstraße 35 und ist Teil eines denkmalgeschützten Gutshofes (Denkmal, Heinsberg, Nr. 44) 

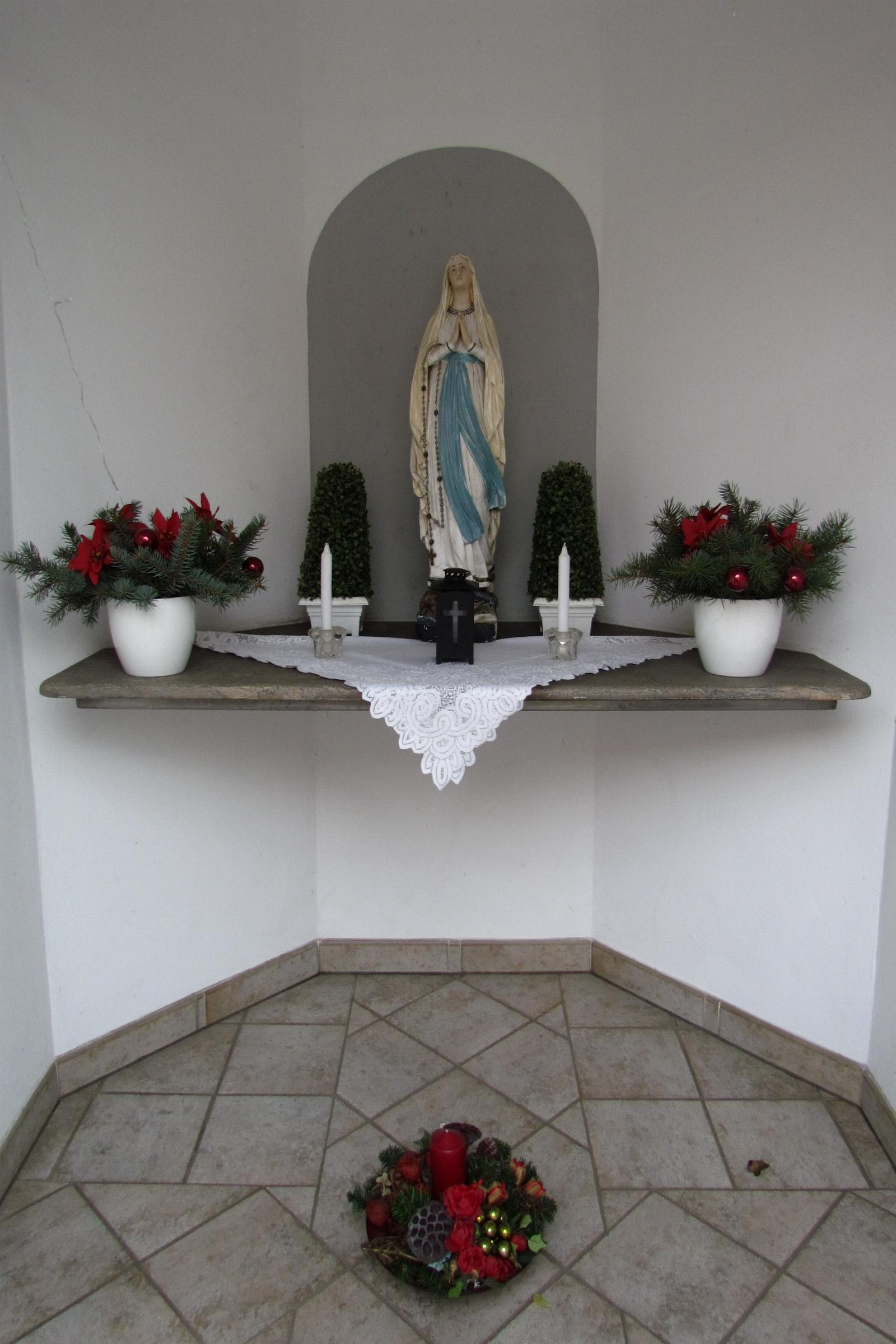
Innenansicht der Kapelle

## Geschichte
Die Kapelle wurde um 1900 privat errichtet. Sie ist der Muttergottes geweiht und dient den gläubigen Christen als Bet- und Andachtskapelle. Beim jährlichen Fronleichnamsfest ist die Kapelle Segensaltar der Prozession. Die Pflege und Unterhaltung obliegt der Nachbarschaft.

## Architektur
Das Kapellchen ist ein kleiner Backsteinbau. An der Giebelseite zeigt sich eine spitzbogige Blendnische mit einer darunter spitzbogigen Öffnung. Der Giebel ist mit einem Kruzifix bekrönt. Die Kapelle ist in Form eines fünfseitigen Chorschlusses gebaut. Der Fußboden ist gefliest, die Wände sind weiß gestrichen. Auf einer Natursteinplatte stehen eine Madonna, Kerzen und Blumenschmuck. Ein kleines Gitter aus Schmiedeeisen ziert den Eingang.